# Immaculée Conception (Vélasquez)
Pour les articles homonymes, voir Immaculée conception (homonymie).
L'Immaculée Conception peinte par Diego Vélasquez vers 1618 et conservée à la National Gallery de Londres pourrait être, avec l'autre tableau qui devait composer un diptyque, le Saint Jean de Patmos du même musée, la première des œuvres conservées du sévillan, âgé à peine de 18 ans.

## Histoire
En 1800, Juan Agustín Ceán Bermúdez mentionne l'œuvre, ainsi que son pendant, le Saint Jean évangéliste écrivant l'Apocalypse, de dimensions identiques, dans la salle capitulaire du couvent du Carmen Calzado de Séville. Les deux œuvres furent vendues en 1809, par l'intermédiaire du chanoine López Cepero, à l'ambassadeur de Grande-Bretagne, Barthélémy Frere, puis acquises par le Musée en 1974. La critique est, depuis Ceán, unanime à reconnaître leur authenticité.
Les couleurs semblent avoir souffert d'un obscurcissement général, à cause de la cire appliquée lors d'une ancienne intervention. Il est cependant peu probable que même dans son état primitif, le tableau ait égalé la clarté des Immaculées de son maître, Francisco Pacheco, si on considère qu'il devait s'harmoniser avec le Saint Jean de Patmos, avec qui il partage le système d'éclairage intense du premier plan et dirigé depuis la gauche.

## Analyse du tableau
La question de l'Immaculée Conception était à Séville l'objet de vifs débats, avec une large participation populaire acquise en général à la défense de la dévotion mariale. La controverse éclata en 1613, quand le dominicain frère Domingo de Molina, prieur du couvent de Regina Angelorum, nia la conception immaculée depuis la chaire, affirmant que Marie «a été conçue comme vous et comme moi et comme Martin Luther». Parmi les fervents défenseurs de l'Immaculée Conception se trouvait Francisco Pacheco, en bonnes relations avec les jésuites Luis del Alcázar et Juan de Pineda, impliqués dans la défense du dogme. À cause de la chaleur de la controverse, les peintres reçurent de nombreuses commandes; c'est pour cette raison, que la représentation de l'Immaculée  a été un des thèmes les plus utilisés.
Alors que Francisco Pacheco dans El arte de la pintura conseillait de peindre l'Immaculée Conception avec une tunique blanche et un manteau bleu, telle qu'elle était apparue à la portugaise Beatriz de Silva, Vélasquez a utilisé une tunique rouge-pourpre. Pacheco qui avait l'habitude de ne pas suivre les conseils qu'il prodigait, avait fait de même dans l'Inmaculada Concepción con Miguel Cid de la cathédrale de Séville, ou l'Inmaculada concepción con la Trinidad (Séville, église de San Lorenzo, etc.). C'était aussi ce qui se pratiquait à Séville dans les premières décennies du XVIIe siècle, comme on peut le voir dans l' Immaculée de Juan de Roelas du Musée national de la Sculpture de Valladolid.
Dans son tableau, Velázquez garde les schémas de composition employés par Pacheco. C'est ce que l'on peut observer dans la position en contrapposto de la Vierge ou dans la lune translucide à ses pieds. Notons aussi la présence des symboles des Litanies de Lorette dans le paysage (navire, tour, fontaine, cèdre). Pour sa part, le maître et beau-père de Velázquez aimait intégrer la Torre del Oro ou la Giralda dans ses tableaux, et ceci contre toute vraisemblance. D'autres suggestions exposées par Pacheco dans les Additions à son traité, composées à partir de 1634 mais reflétant indubitablement sa pratique artistique et les connaissances acquises au cours d'une longue période, ont été suivies par Vélasquez: 
« il faut peindre, en effet, pour représenter ce mystère si pur, une Dame à la fleur de l'âge, de douze à treize ans, très belle, le regard beau et grave, le nez et la bouche dessinés parfaitement, les joues rosées, les cheveux très beaux et tombants, de couleur dorée; tout ceci, autant qu'il est possible à un pinceau humain. (...) Elle sera entourée de lumière dans un ovale de lumière ocre et blanche, qui enveloppe tout le corps, rejoignant insensiblement le ciel; elle sera couronnée d'étoiles; douze étoiles disposées en un cercle lumineux au milieu du resplendissement et centré sur le front sacré; (...) dessous les pieds, la lune;  bien que la lune soit un globe solide, on prendra la licence de la peindre claire, transparente sous les pieds de la Vierge; la demi-lune sera plus claire dans sa partie supérieure, et aura les pointes vers le bas. »
Pacheco expliquait plus loin ce choix des pointes vers le bas, contraire à l'habitude, mais en accord avec les indications du père Luis del Alcázar. Les raisons tiennent à la vraisemblance astronomique: le soleil est positionné de manière à éclairer au mieux la femme qui se tient sur la lune; le personnage doit reposer sur la partie extérieure de la lune, qui est ainsi la zone la plus éclairée. La lune de Vélasquez n'est plus un croissant lunaire, mais un solide cristallin au travers duquel on aperçoit le paysage. Vélasquez ignore le serpent, figure du démon, que Pacheco dit peindre toujours avec appréhension. Il rompt avec son maître d'une manière radicale dans le choix du modèle pour représenter la Vierge, qu'il dessine d'après nature sans qu'elle cesse d'être, à sa manière, une demoiselle belle et réservée. 
Le visage, bien différent des visages idéalisés de Pacheco, a donné lieu à diverses spéculations autour de l'identité du modèle qui avait posé, recherchant ce modèle parmi l'entourage proche du peintre.